# Valenzana Calcio
Valenzana Calcio is een Italiaanse voetbalclub uit Valenza die speelt in de Serie C2/A. De club werd opgericht in 1906. De clubkleuren zijn donkerblauw en rood.